# Zmrzlé pleso
Zmrzlé pleso (deutsch [Verborgener] Eissee, ungarisch Poduplaszki-Jeges-tó, polnisch Zmarzły Staw pod Wysoką) ist ein Bergsee auf der slowakischen Seite der Hohen Tatra.

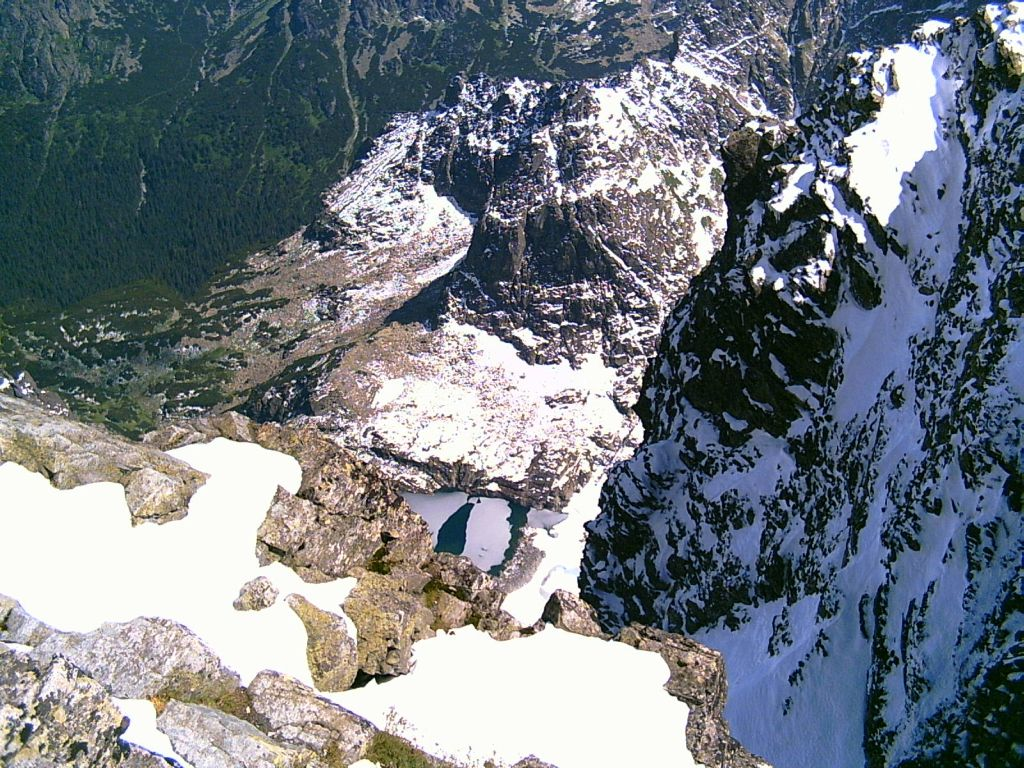
Der See im Winter

Er befindet sich im oberen Teil des Tals Ťažká dolina im Talsystem der Bielovodská dolina, unmittelbar östlich des Bergs Rysy am Hauptkamm der Hohen Tatra und seine Höhe beträgt 1762 m n.m. Seine Fläche liegt bei 20.015 m², er misst 285 × 172 m und seine maximale Tiefe beträgt 12,5 m. Aus dem See fließt der Bach Ťažký potok im Einzugsgebiet der Biela voda, der auf einer Schwelle unterhalb des Sees den Wasserfall Zmrzlý vodopád bildet.
Bedingt durch die Lage im Schatten der Hauptkamms der Hohen Tatra unter dem Sattel Váha und dem Berg Vysoká ist die Seeoberfläche im Durchschnitt nur einen Monat lang im Jahr vollständig aufgetaut. Der Name Zmrzlé pleso bedeutet sinngemäß Gefrorener See, im Deutschen heißt der See jedoch Eissee, was in der Vergangenheit zu Verwechslungen mit dem See Zamrznuté pleso (deutsch Gefrorener See) führte, ähnlich wie bei den slowakischen Namensformen Zamrzlé pleso, Zamrznuté pleso oder Zmrznuté pleso.
Zum See führt kein touristischer Wanderweg, er ist aber vom rot markierten Wanderweg zwischen dem Sattel Váha und dem Berg Rysy gut zu sehen. Ansonsten ist der Pfad zum See nur für Mitglieder alpiner Vereine oder mit einem Bergführer begehbar.